# Limopsis akutanica
Limopsis akutanica är en musselart som beskrevs av Dall 1916. Limopsis akutanica ingår i släktet Limopsis och familjen Limopsidae. Inga underarter finns listade i Catalogue of Life.